# Sommerschafweide auf Hilbertswiese
Die Sommerschafweide auf Hilbertswiese ist ein vom Landratsamt Münsingen am 31. Mai 1955 durch Verordnung ausgewiesenes Landschaftsschutzgebiet auf dem Gebiet der Stadt Hayingen.

## Lage und Beschreibung
Das 14,8 Hektar große Landschaftsschutzgebiet liegt etwa zwei Kilometer westlich des Hayinger Stadtteils Ehestetten an der Gemeindegrenze zu Hohenstein im Gewann Weidental. Es gehört zum Naturraum Mittlere Kuppenalb und liegt in der Entwicklungszone des Biosphärengebiets Schwäbische Alb. Im Norden grenzt das Landschaftsschutzgebiet Sommerschafweide im Weidental an.
Geologisch stehen hauptsächlich die Unteren Massenkalke des Oberjuras an.
Das Landschaftsschutzgebiet ist infolge der Nutzungsaufgabe heute überwiegend durch Sukzession oder Aufforstung bewaldet.